# Karatoya River
Karatoya River är ett vattendrag i Bangladesh.   Det ligger i provinsen Rajshahi, i den centrala delen av landet, 90 km nordväst om huvudstaden Dhaka.
Trakten runt Karatoya River består till största delen av jordbruksmark. Runt Karatoya River är det mycket tätbefolkat, med 2 103 invånare per kvadratkilometer.